# 오픈바인더
OpenBinder는 프로세스 간 통신을 위한 시스템이다. Be Inc.와 Palm, Inc.에서 개발되었으며 구글에서 개발한 안드로이드 운영체제에서 현재 사용되는 바인더 프레임워크의 기반이 되었다.
OpenBinder는 프로세스가 다른 스레드에 의해 호출될 수 있는 인터페이스를 제공하도록 허용한다. 각 프로세스는 이러한 요청을 처리하는 데 사용될 수 있는 스레드 풀을 유지한다. OpenBinder는 참조 횟수 계산, 원래 스레드로 다시 재귀하는 것, 그리고 프로세스 간 통신 자체를 처리한다. OpenBinder의 리눅스 버전에서 통신은 주어진 파일 디스크립터에 대한 ioctl을 사용하여 커널 드라이버와 통신함으로써 이루어진다.
OpenBinder 리눅스 버전의 커널 측 구성 요소는 2015년 2월 8일에 출시된 커널 버전 3.19의 리눅스 커널 메인라인에 병합되었다.